# Parc provincial de Sproat Lake
Le parc provincial de Sproat Lake est situé 15 kilomètres à l'ouest de Port Alberni sur l'Île de Vancouver dans la province de Colombie-Britannique au Canada. Le parc de 39 hectares sur l'autoroute 4 comprend un terrain de camping et des pétroglyphes préhistoriques. C'est un endroit populaire pour des activités de plein-air dans la région.